# ディエゴ・マルティーナ
ディエゴ・マルティーナ（イタリア語: Diego Martina、1986年7月26日 - ）は、イタリアの詩人、翻訳家、イラストレーター。日本在住。2019年より、黒田杏子に俳句を師事する。現代詩、俳句、エッセイを執筆、刊行。その他、翻訳家として日本の近現代詩と、俳句の翻訳本をイタリア語訳し出版。また、2023年から翻訳家 栗原俊秀と「フメット」というイタリアコミックを日本語に共訳し、日本で紹介する活動を開始。

## 経歴
2005年にローマ・ラ・サピエンツァ大学東洋研究学部日本学科に入学。2011年、東京大学教養学部に留学。2013年にローマ・ラ・サピエンツァ大学東洋研究学部日本学専攻修士課程修了。現在、東京大学と相模女子大学でイタリア語の非常勤講師を務める。2022年、第76回 芭蕉翁献詠俳句にて特入選。

## 詩集
- 『元カノのキスの化け物』（アートダイジェスト、2018）ISBN 978-4862920317

## 単行本未収録作品
- 「くるみの蝉が唄う頃に」（朝日新聞の「あるきだす言葉たち」2018年9月12日）
- 「観覧車の空」（「詩とファンタジー」44号、巻頭詩）

## 評論・エッセイ
- 『誤読のイタリア』（光文社、2021）ISBN 978-4334045203

## 連載
- 「神保町散策」（『藍生俳句誌』2020年1月～12月、全12回、俳文）
- 「イタリア語で読む初めての一冊」（NHKラジオ『まいにちイタリア語』 2022年4月～2023年3月 、 全12回 ）
- 「詩人・ディ絵語の絵本案内」（『この本読んで！』2021年秋号～現在にいたる、絵本の紹介）
- 「イタリア人の鎌倉日記」（『かまくら春秋』2023年1月～現在にいたる、文芸／俳文）

## 翻訳
- Una solitudine di due miliardi anni luce（谷川俊太郎『二十億光年の孤独』）（Bulzoni、2012）ISBN 978-8878706491
- minimal（谷川俊太郎『minimal』）（dei Merangoli、2019）ISBN 978-8898981489
- Solo la luna in silenzio（夏目漱石『静かな月だけが』）（dei Merangoli、2019）ISBN 978-8898981236
- L'odore dell'acqua（黒田杏子『水のにほひ』）（dei Merangoli、2022）ISBN 978-8898981878
- Chiodi battuti（赤野四羽『打たれた釘』、俳句集）（iQdb、2023）ISBN 979-8395008732

## 共訳
- 『秒速5000km』（マガジンハウス、2023年5月） ‐ マヌエレ・フィオール原作漫画の翻訳（栗原俊秀との共訳）ISBN 978-4838732388
- 『バスキア』（花伝社、2023年8月） ‐ パオロ・パリージ原作漫画の翻訳（栗原俊秀との共訳）ISBN 978-4763420756

## ラジオ出演
- 『ニンジニアネットワーク イタリア流俳句時間』（FM愛媛、2024年1月 - ） ‐ 毎週土曜日 14:55～15:00・毎週日曜日16:55～17:00の週2回に放送。